# カルロス・マリア・フィツ＝ハメス・ストゥアルト・イ・パラフォクス

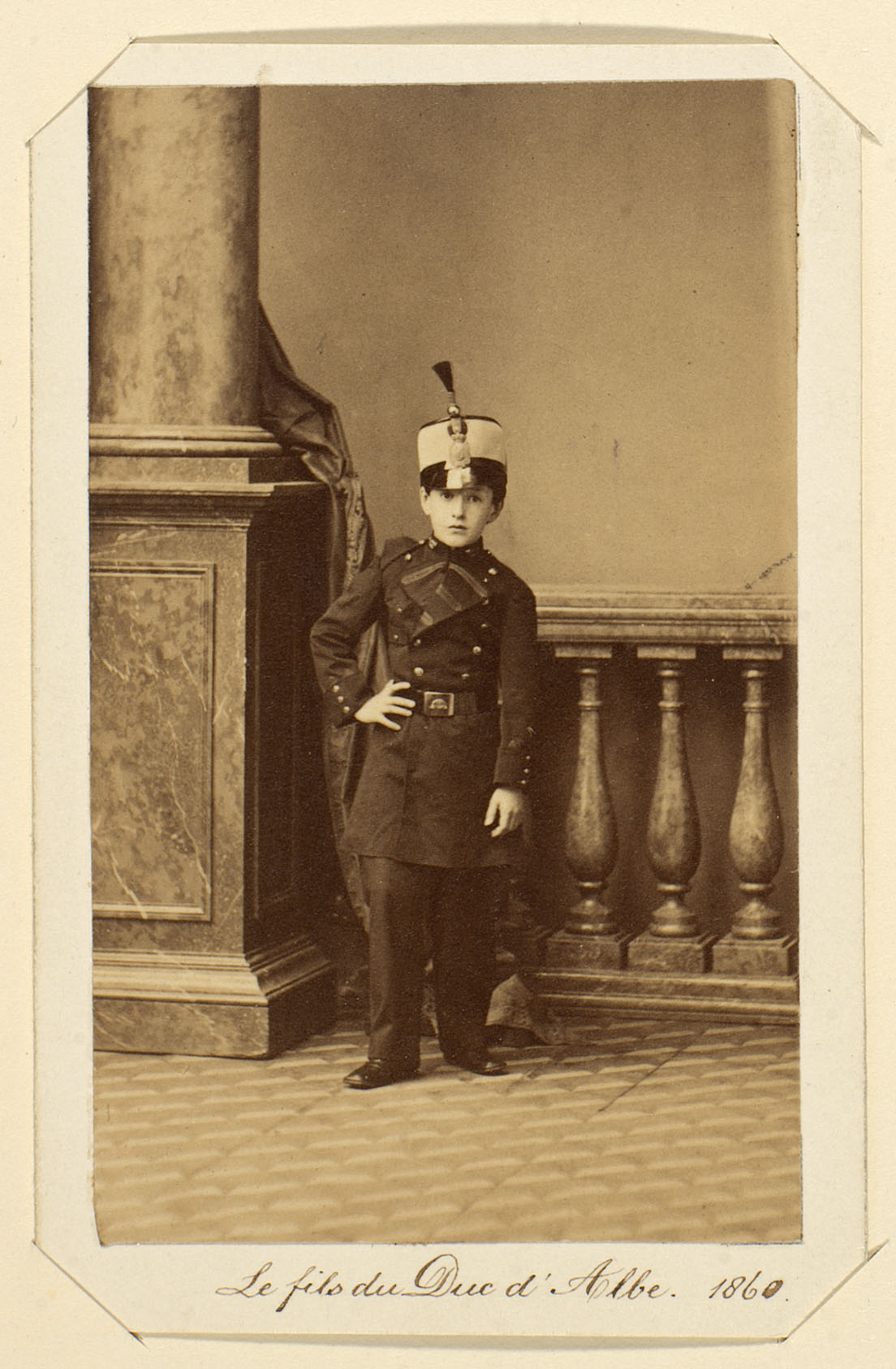
11歳の第16代アルバ公爵、スペイン・モロッコ戦争時の将校服を着用、1860年

カルロス・マリア・イサベル・フランシスコ・デ・サレス・バルバラ・フィツ＝ハメス・ストゥアルト・イ・パラフォクス（Carlos María Isabel Francisco de Sales Bárbara Fitz-James Stuart y Palafox, 1849年12月4日 - 1901年10月15日）は、数多くの爵位・称号を有したスペインの貴族、外交官。第16代アルバ公爵及び第9代ベリック公爵の称号で呼ばれる。フランス皇后ウジェニー・ド・モンティジョの甥。

## 生涯
第15代アルバ公爵ハコボ・フィツ＝ハメス・ストゥアルトとその妻の第16代ペニャランダ・ディ・ドゥエロ女公爵マリア・フランシスカ・デ・サレス・ポルトカレッロの間の第1子、長男。
誕生より父の後継者としてウエスカル公爵（duque de Huéscar）の儀礼称号で呼ばれた。1860年ヴァニェーザ侯爵及びパラシオス・デ・ラ・ヴァルドゥエルナ子爵位を除く貴族称号を母の死により、1881年ガリエスト公爵位を除く貴族称号を父の死により相続した（除外された爵位は2人の妹に譲られた）。こうして第16代アルバ公爵はグランデ特権が付帯した爵位を20以上も所有することになった。ナポレオン3世の義理の甥としてヴィクトリア英国女王所有のバルモラル城にもしばしば逗留したが、その際には自身の英国人の先祖が称していたベリック公爵の呼び名を使用した。
1877年12月10日にマドリードで第12代シルエラ女伯爵マリア・デル・ロサリオ・ファルコ・イ・オソリオ（1854年 - 1904年）と結婚。3人の子が生まれた。
- ハコボ・マリア・デル・ピラール・カルロス・マヌエル・フィツ＝ハメス・ストゥアルト・イ・ファルコ（1878年 - 1953年） - 第17代アルバ公爵
- エウへニア・ソル・マリア・デル・ピラール・フィツ＝ハメス・ストゥアルト・イ・ファルコ（1880年 - 1962年） - テバ女伯爵・バーニョ女伯爵、1906年第2代サントーニャ公爵フアン・マヌエル・ミジャンス・イ・マンサネードと結婚
- エルナンド・カルロス・マリア・テレサ・フィツ＝ハメス・ストゥアルト・イ・ファルコ（1882年 - 1936年） - 第18代ペニャランダ・ディ・ドゥエロ公爵

父と同じくサラマンカ大学とパリ陸軍士官学校で学んだ。1895年、王族や他の高位貴族らと共に社交クラブ・レアル・クラブ・デ・ラ・プエルタ・デ・イエージョを結成した。スペイン上院議員、摂政王太后マリア・クリスティーナの侍従、金羊毛騎士団騎士でもあった。